# L'Enjambée
L'Enjambée est une passerelle cyclo-piétonne ouverte au public le 11 mai 2020 qui traverse la Meuse et relie Namur et Jambes.

## Nom
Un appel à idées a été lancé par la Ville auprès des citoyens en avril 2017. Le succès a été au rendez-vous : 1119 propositions ont été reçues, la plus récurrente étant « L’Enjambée » avec 82 propositions. Chaque proposition a été analysée par un jury de dix mandataires communaux et citoyens qui s'est réuni le 29 mai. In fine, le Conseil communal a retenu l’appellation « L’Enjambée », la plus proposée et appréciée par les citoyens, et l’a approuvé le 29 juin 2017.  
« L’Enjambée » a été choisie pour les raisons suivantes : 
- Un nom compréhensible, que tout le monde peut s'approprier et employer, Namurois et visiteurs ;
- Un nom court, évoquant à la fois la fonction et le lieu (Jambes) ;
- Un nom à la hauteur de l'ambition du projet de la passerelle ;
- Un nom qui marque le franchissement ;
- Un nom qui marque le dynamisme d'une ville en mouvement, qui franchit les obstacles.

Parallèlement, elle a également été dotée d'un nom en wallon, qui est la traduction de ce terme : "L'Ascauchîye".

## À proximité
Du côté de Namur, la passerelle donne sur un large espace ouvert encore parfois appelé le Grognon. Celui-ci est apprécié des skaters et offre un accès au confluent de la Sambre et de la Meuse. L'espace est également à proximité immédiate de l'Hospice Saint-Gilles  qui abrite le Parlement de Wallonie. Dans le prolongement de la passerelle, le centre-ville de Namur est accessible via le Pont du Musée surplombant notamment la Halle Al'Chair ou via le Pont de France donnant accès à la Maison de la Culture de la Province de Namur (Delta). 
Du côté de Jambes, la passerelle permet un accès direct aux Quais où se trouve la nouvelle Place de la Francophonie. Un glacier s'est également installé à cet endroit. À droite de la passerelle, les promeneurs longent la Villa Balat, une maison de style Belle-Époque.

### Liens externes

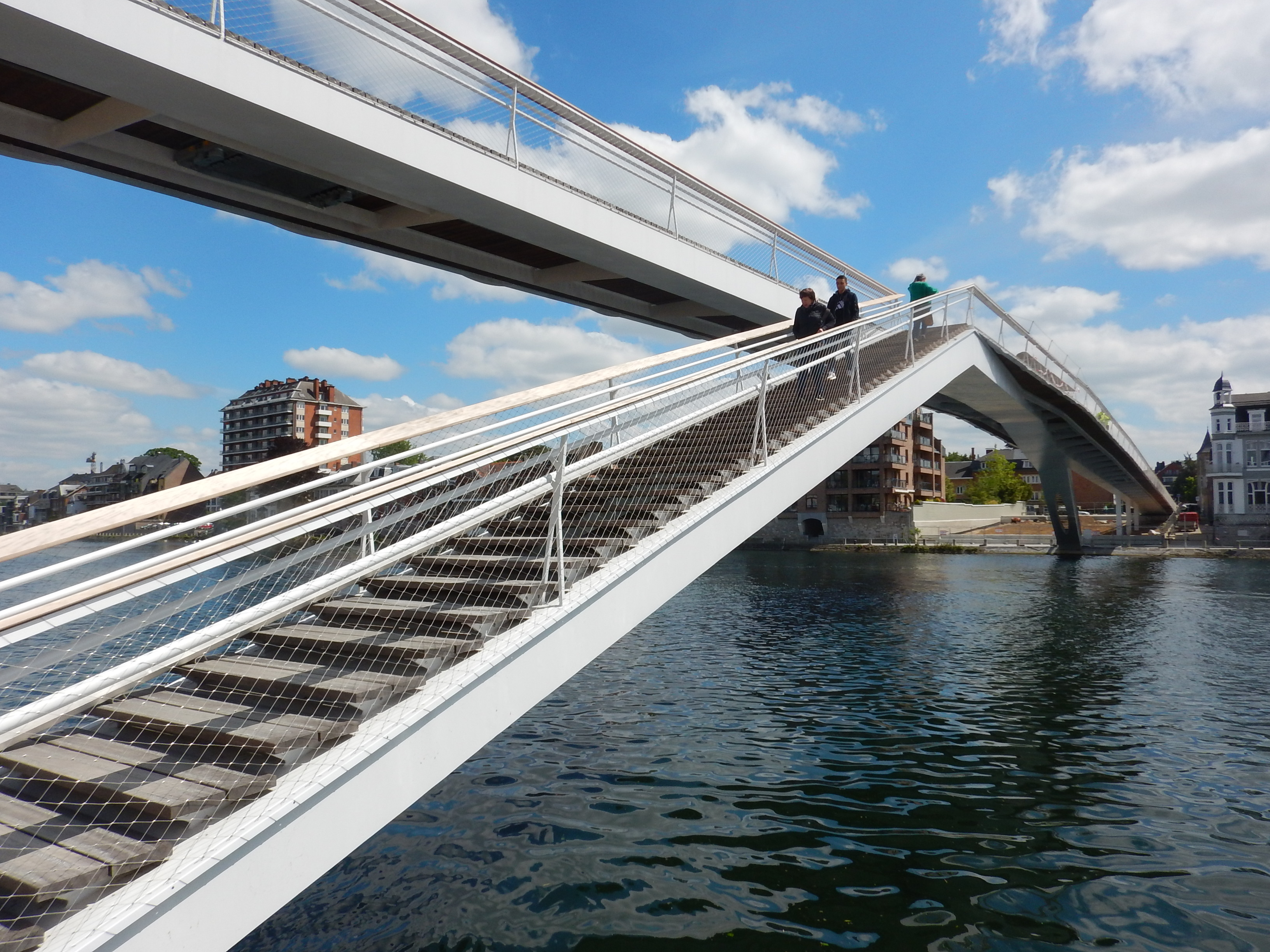
L'Enjambée vue de la rive gauche de la Meuse